# 다중클론 항체
다중클론 항체(영어: polyclonal antibodies, pAbs)는 특정 항원에 대해 분비되는 면역 글로불린 분자의 혼합물을 지칭한다.  다중클론 항체는 이종 항체 혼합물로, 혼합물 중 각 유형의 항체는 혈장 B세포의 특정 클론에서 유래한다.

## 같이 보기
- 단클론 항체